# The Fox and the Hound 2
The Fox and the Hound 2 és una pel·lícula d'animació de 2006 dirigida per Jim Kammerud que va sortir directament en DVD; es va fer com a continuació de l'èxit de l'estudi Disney, The Fox and the Hound.
A la banda sonora hi van col·laborar les cantants de country Reba McEntire (Good Doggy, No Bone!) i Trisha Yearwood (Blue Beyond) i també Lucas Grabeel (You Know I Will), conegut pel seu paper de Ryan Evans en la trilogia High School Musical.
En la versió original en anglès van posar les veus Patrick Swayze, Reba McEntire, Rob Paulsen (The Happy Elf), Jim Cummings (Pocahontas), i Stephen Root (Office Space), entre d'altres.